# Hjulby Sogn
Hjulby Sogn (bis 1. Oktober 2010: Hjulby Kirkedistrikt  (dt.: Kirchenbezirk) im Nyborg Sogn) ist eine Kirchspielsgemeinde (dän.: Sogn)  im südlichen Dänemark. Bis zum 1. Oktober 2010 war sie lediglich ein Kirchenbezirk im Nyborg Sogn. Als zu diesem Termin sämtliche Kirchenbezirke Dänemarks aufgelöst wurden, wurde sie ein selbständiges Sogn.
Von den 392 Einwohnern von Hjulby leben 215 im gleichnamigen Kirchspiel  (Stand: 1. Januar 2023). Im Kirchspiel liegt die Kirche „Hjulby Kirke“.

## Geschichte
Bis 1970 gehörte Nyborg Sogn zur Harde Vindinge Herred im damaligen Svendborg Amt, danach zur Nyborg Kommune im
Fyns Amt, die im Zuge der  Kommunalreform zum 1. Januar 2007 in der
„neuen“
Nyborg Kommune in der Region Syddanmark aufgegangen ist.